# Strafflagen
Se 1864 års strafflag för den numera upphävda svenska lagen.

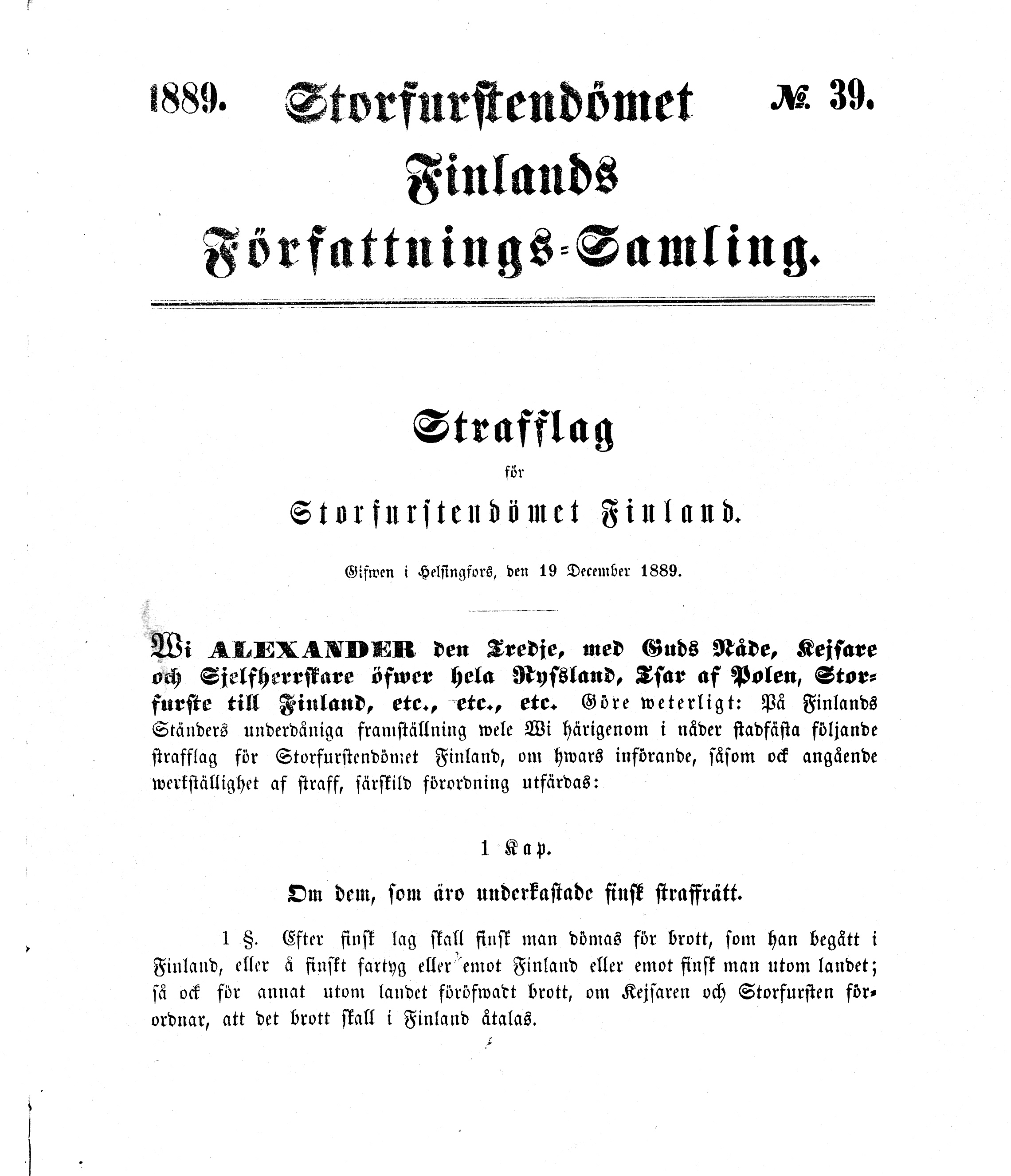
Strafflag i sin ursprungliga form i Finlands Författnings-Samling 39/1889.

Strafflagen (19.12.1889/39) är den centrala straffrättsliga lagstiftningen i Finland. Lagen motsvarar närmast den svenska Brottsbalken.